# Тунхойхэ
Тунхойхэ, Тунхуэйхэ (кит. 通惠河) — канал в районе Пекина.

## История
В XIII веке правивший Китаем монгольский хан Хубилай (а точнее — его премьер-министр Сангха) приказал построить сеть каналов, которые в сочетании с системой рек образовали бы внутренний водный путь, по которому можно было бы доставлять зерно из Южного Китая в Ханбалык, не опасаясь нападений морских пиратов. В рамках этой программы китайский инженер Го Шоуцзин построил канал, который соединил реку Бэйюньхэ со столицей и наполнил её водой из горных ручьёв. Строительство канала было начато в 1292 году и завершено в 1293-м, император нарёк его «рекой Тунхойхэ» («Река сообщения с милостью»). В результате баржи с зерном теперь можно было доставлять прямо в город. Тунхойхэ стал конечным отрезком Великого канала. Длина Тунхойхэ в то время составляла 82 километра, он вытекал из Ханбалыка и впадал в Бэйюньхэ в районе Тунчжоу.
Однако поддержание пропускной способности Тунхойхэ (постоянная расчистка русла, содержание шлюзов и т. п.) требовало больших затрат и постоянного внимания. Со временем канал забросили, он постепенно засорился и частично исчез. В настоящее время длина Тунхойхэ составляет всего около 20 км.
Исторической достопримечательностью на канале является мост Балицяо.